# Pitbull terrier americà
El pitbull terrier americà és una raça de gos del grup dels terriers originària dels Estats Units.

## Història i origen de la raça
Existeixen diverses teories sobre el seu origen. Una d'elles afirma que va sorgir de l'encreuament d'antics bulldogs i algun terrier. Però anant més a fons, podríem dir que provenen d'antics molosos que van ingressar a Europa de mans dels fenicis. Aquests gossos, usats ja en aquesta època com a gossos de combat, van aportar gran part en el desenvolupament de les races angleses de bulldogs i mastiff. La seva arribada als Estats Units es dona mitjançant la importació de la raça per a combats de gossos. Tal va ser el seu èxit, que es va conformar un registre de pedigree paral·lel, atès que la Federació Cinològica Internacional no reconeix a la raça.

## Aparença

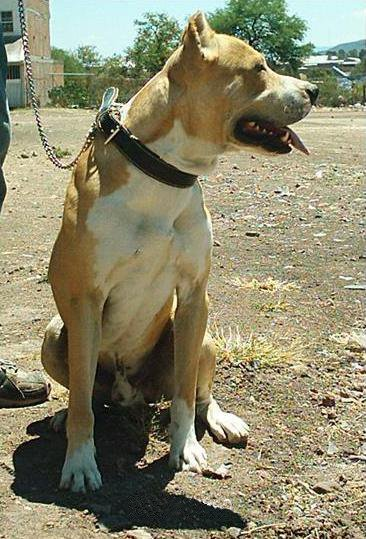
Pitbull terrier americà.

És un gos molt musculós, donant la sensació d'una enorme potència física. Ample de pit, amb músculs molt forts, constitució atlètica, cap ample amb galtes pronunciades, extremitats rectes i musculades. El seu cap és de longitud mitjana, de forma rectangular; crani pla i ample, amb galtes prominents i sense arrugues. El seu musell és quadrat, ampli i profund. Les seves mandíbules són prominents i robustes. Les orelles poden estar tallades o no. Els ulls són rodons i foscos, separats entre si i situats en una posició molt baixa.
El seu llom és curt i fort, una mica arquejat a la zona lumbar, que ha d'estar lleument pujada. La cua és d'inserció baixa que s'estreny cap a la punta. Les potes són grans d'ossos arrodonits, amb quartilles rectes i verticals. El mantell és brillant amb pèl curt i aspre. D'una àmplia varietat de colors. El pes va en les femelles de 13 a 23 kg, i en els mascles de 16 a 27 kg.
Color: Qualsevol color sempre que sigui un de sol, acceptant-se taques d'altre color. També atigrat.
Pelatge: Curt, brillant i atapeït.
Alçada: De 45 a 50 cm.
Pes: Per sobre dels 20 kg.

## Cures
Necessita ensinistrament, una mà ferma però afectuosa, no és apte per a persones que mai han tingut gossos.

## Temperament

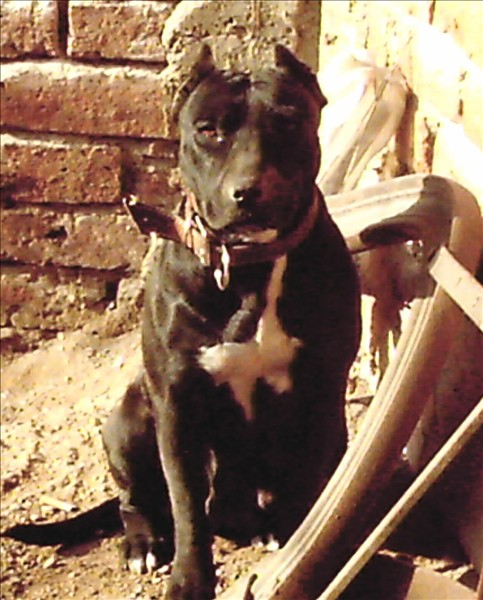
Pitbull terrier americà femella.

Amb les persones, si no s'ha ensinistrat per al contrari, es mostra afectuós i tranquil.

## Entrenament
Requereix un ensinistrament especialitzat. Pot resultar molt perillós fer experiments amb ell, ja que un error en la seva educació pot arribar a crear un autèntic monstre. Cal tenir-se molt en compte la seva socialització quan té poques setmanes de vida. Si la seva educació és correcta, pot conviure perfectament entre nosaltres.

## Utilitat
El pitbull terrier, amb la condició d'agradar al seu propietari, realitzarà a la perfecció tots aquells treballs que se li encomanin, per molt estranys que ens semblin. Per això, és considerada pels seus defensors, la raça canina de treball per excel·lència. A més, per la seva qualitat de raça "tot terreny" i ben ensenyat pot ser gos de companyia o familiar, donada la seva gran intel·ligència per a aprendre, la seva grandària, el seu poc pèl i que no baveja. Considerat en alguns països com a raça potencialment perillosa.